# Bjässhammarn
Bjässhammarn is een plaats in de gemeente Sundsvall in het landschap Medelpad en de provincie Västernorrlands län in Zweden. De plaats heeft 56 inwoners (2005) en een oppervlakte van 13 hectare. De plaats ligt aan de Europese weg 14.